# Championnat de Saint-Christophe-et-Niévès de football 2018-2019
Navigation
Édition précédente Édition suivante
La saison 2018-2019 du Championnat de Saint-Christophe-et-Niévès de football est la cinquante-sixième édition de la SKNFA Premier League, le championnat de première division à Saint-Christophe-et-Niévès. Les dix meilleures équipes de l'île sont regroupées au sein d’une poule unique.
Les Village Superstars remettent leur titre en jeu dans cette saison mouvementée. Après un grave incident entre les Village Superstars et le Conaree FC en avril 2019 où un joueur est poignardé, Conaree se voit infliger un retrait de vingt-quatre points. Après appel, l'équipe est acceptée en phase finale mais celle-ci est annulée en raison de la saison cyclonique 2019 dans l'océan Atlantique nord. La saison est donc abandonnée et le titre n'est pas décerné alors qu'aucune équipe n'est reléguée en Division 1.

## Les équipes participantes
| \| Basseterre : Garden Hotspurs Newtown United Old Road Jets Village Superstars Basseterre St Peters Conaree St. Paul's Cayon Saddlers Mantab \| Localisation des équipes engagées. |
| Basseterre : Garden Hotspurs Newtown United Old Road Jets Village Superstars Basseterre St Peters Conaree St. Paul's Cayon Saddlers Mantab                                          |

| Club                 | Classement 2017-2018 | Ville                 | Stade                                |
| -------------------- | -------------------- | --------------------- | ------------------------------------ |
| Village Superstars   | Champion             | Basseterre            | Warner Park                          |
| Conaree FC           | Finaliste            | Conaree               | Warner Park                          |
| St. Paul's United    | 3e (Final 4)         | Saint-Paul Capisterre | Warner Park                          |
| Cayon Rockets        | 4e (Final 4)         | Cayon                 | Warner Park                          |
| Garden Hotspurs      | 5e                   | Basseterre            | The Garden                           |
| St Peters FC         | 6e                   | St. Peter's           | Atiba Erasto Harris Sporting Complex |
| Newtown United       | 7e                   | Basseterre            | Newtown Stadium                      |
| Saddlers United      | 9e                   | Saddlers              | Newtown Stadium                      |
| United Old Road Jets | Division 1           | Basseterre            | Warner Park                          |
| Mantab FC            | Division 1           | Tabernacle            | Newtown Stadium                      |

Légende des couleurs
- Champion et qualifié pour le Caribbean Club Shield 2019
- Promu de Division 1

## Compétition
Le barème utilisé pour établir le classement est le suivant :
- Victoire : 3 points
- Match nul : 1 point
- Défaite : 0 point

### Saison régulière
Le 20 avril, après une rencontre comptant pour la vingt-troisième journée du championnat entre les Village Superstars et Conaree FC (2-1), le joueur de l'équipe locale Raheem Francis est poignardé par un joueur de Conaree et doit être admis à l'hôpital. Glenroy Samuel est alors accusé de tentative de meurtre avant d'être libéré sous caution le 10 mai suivant. Son équipe se voit, quant à elle, infliger un retrait de vingt-quatre points au classement pour ne pas avoir maintenu un contrôle adéquat sur ses joueurs sur le terrain. Cependant, le Conaree FC fait appel de cette décision devant les tribunaux et cette situation entraîne leur réintégration dans la phase finale, l'annulation des relégations prévues vers la deuxième division et le lancement du Super Seven pour le 26 octobre.
| Rang | Équipe               | Pts | J  | G  | N  | P  | Bp | Bc | Diff |
| ---- | -------------------- | --- | -- | -- | -- | -- | -- | -- | ---- |
| 1    | Village Superstars T | 63  | 27 | 19 | 6  | 2  | 56 | 17 | +39  |
| 2    | Newtown United       | 52  | 27 | 14 | 10 | 3  | 56 | 29 | +27  |
| 3    | Garden Hotspurs      | 47  | 27 | 14 | 5  | 8  | 48 | 33 | +15  |
| 4    | St. Paul's United    | 41  | 27 | 11 | 8  | 8  | 40 | 26 | +14  |
| 5    | Cayon Rockets        | 38  | 27 | 11 | 5  | 11 | 25 | 29 | -4   |
| 6    | Saddlers United      | 29  | 27 | 9  | 2  | 16 | 24 | 46 | -22  |
| 7    | St. Peters FC        | 26  | 27 | 7  | 5  | 15 | 27 | 44 | -17  |
| 8    | Mantab FC            | 20  | 27 | 4  | 8  | 15 | 23 | 52 | -29  |
| 9    | United Old Road Jets | 19  | 27 | 5  | 4  | 18 | 28 | 57 | -29  |
| 10   | Conaree FC -24       | 16  | 27 | 11 | 7  | 9  | 33 | 27 | +6   |

|  | Qualification pour le Super Seven |
|  | T : Tenant du titre               |

### Super Seven
La phase finale censée se dérouler en mai et juin est donc plusieurs fois repoussé et alors qu'elle doit avoir lieu à partir du 26 octobre, soit plus d'un an après le début de la saison, la saison cyclonique 2019 dans l'océan Atlantique nord contraint les clubs à annuler le Super Seven et accepter une saison blanche afin de démarrer la prochaine édition dès le 23 novembre avec douze clubs en 2019-2020.
| Rang | Équipe               | Pts | J | G | N | P | Bp | Bc | Diff |  | Résultats (▼ dom., ► ext.) | SUP | NEW | HOT | SPU | CAY | SAD | CFC |
| ---- | -------------------- | --- | - | - | - | - | -- | -- | ---- |  | -------------------------- | --- | --- | --- | --- | --- | --- | --- |
| 1    | Village Superstars T | 0   | 0 | 0 | 0 | 0 | 0  | 0  | 0    |  | Village Superstars T       |     |     |     |     |     |     |     |
| 2    | Newtown United C     | 0   | 0 | 0 | 0 | 0 | 0  | 0  | 0    |  | Newtown United C           |     |     |     |     |     |     |     |
| 3    | Garden Hotspurs      | 0   | 0 | 0 | 0 | 0 | 0  | 0  | 0    |  | Garden Hotspurs            |     |     |     |     |     |     |     |
| 4    | St. Paul's United    | 0   | 0 | 0 | 0 | 0 | 0  | 0  | 0    |  | St. Paul's United          |     |     |     |     |     |     |     |
| 5    | Cayon Rockets        | 0   | 0 | 0 | 0 | 0 | 0  | 0  | 0    |  | Cayon Rockets              |     |     |     |     |     |     |     |
| 6    | Saddlers United      | 0   | 0 | 0 | 0 | 0 | 0  | 0  | 0    |  | Saddlers United            |     |     |     |     |     |     |     |
| 7    | Conaree FC           | 0   | 0 | 0 | 0 | 0 | 0  | 0  | 0    |  | Conaree FC                 |     |     |     |     |     |     |     |

|  | Qualification pour la finale                            |
|  | T : Tenant du titre C : Vainqueur de la Coupe nationale |

## Bilan de la saison
| Championnat de Saint-Christophe-et-Niévès de football 2018-2019 |                        |
| Champion                                                        | Titre non décerné      |
| Coupes et trophées                                              |                        |
| Vainqueur de la Coupe de Saint-Christophe-et-Niévès 2018-2019   | Newtown United         |
| Qualifications continentales                                    |                        |
| Caribbean Club Shield 2020                                      | Aucune inscription     |
| Promotions et relégations                                       |                        |
| Promus en SKNFA Premier League                                  | Security Forces United |
| Promus en SKNFA Premier League                                  | Trafalgar Southstars   |
| Relégués en SKNFA Division 1                                    | Pas de relégation      |